# Brásidas
Brásidas (em grego: Βρασίδας) (? – 422 a.C.), foi um estratego espartano, que se distinguiu durante a primeira década da Guerra do Peloponeso. Adepto de decisões rápidas e ataques de surpresa, Brásidas foi considerado um gênio militar, reconhecido por sua coragem, sabedoria, competência bélica, engenhosidade diplomática, rara habilidade oratória e capacidade de fazer amigos por onde passava, sendo comparado por Platão ao herói homérico Aquiles.

## Biografia
Brásidas era filho de Télis e de Argileonis. Já no início da Guerra do Peloponeso, ganhou seu primeiro laurel militar por sua atuação destacada na batalha pelo porto de Metone, contra os atenienses (431 a.C.). Posteriormente, serviu como conselheiro do almirante Cnemo, vindo a distinguir-se por sua bravura na Batalha de Pilos, durante a qual foi gravemente ferido (429 a.C.).

"Brásidas forçou seu piloto a encalhar o trirreme e correu em direção à ponte, mas quando tentou desembarcar, foi rechaçado pelos atenienses e, coberto de feridas, perdeu a consciência, caindo no cume (parexeiresía) do navio, entre os remadores e os laterais. Seu escudo caiu no mar, as ondas o levaram à terra e os atenienses o recolheram, usando-o como troféu, em memória daquela batalha".
- Brásidas na Batalha de Pilos
 in Tucídides, História da Guerra do Peloponeso IV.2.12

No ano seguinte, empreendeu uma campanha na Trácia, partindo de Corinto, tendo derrotado os atenienses em Mégara. Também serviu como conselheiro do estretego Alcidas, na Batalha de Córcira (427 a.C.). Depois marchou sobre a Tessália, onde conquistou cidades importantes como Acanto, Estagira, Anfípolis e Toroni. Mas na batalha pelo porto de Eion sofreu um revés contra as tropas atenienses de Tucídides (que viria a escrever a célebre narrativa sobre a guerra). Embora derrotado, recusou-se a aceitar uma trégua que lhe foi oferecida, entricheirando-se em Scione, que somente se renderia aos atenienses após dois anos de cerco.

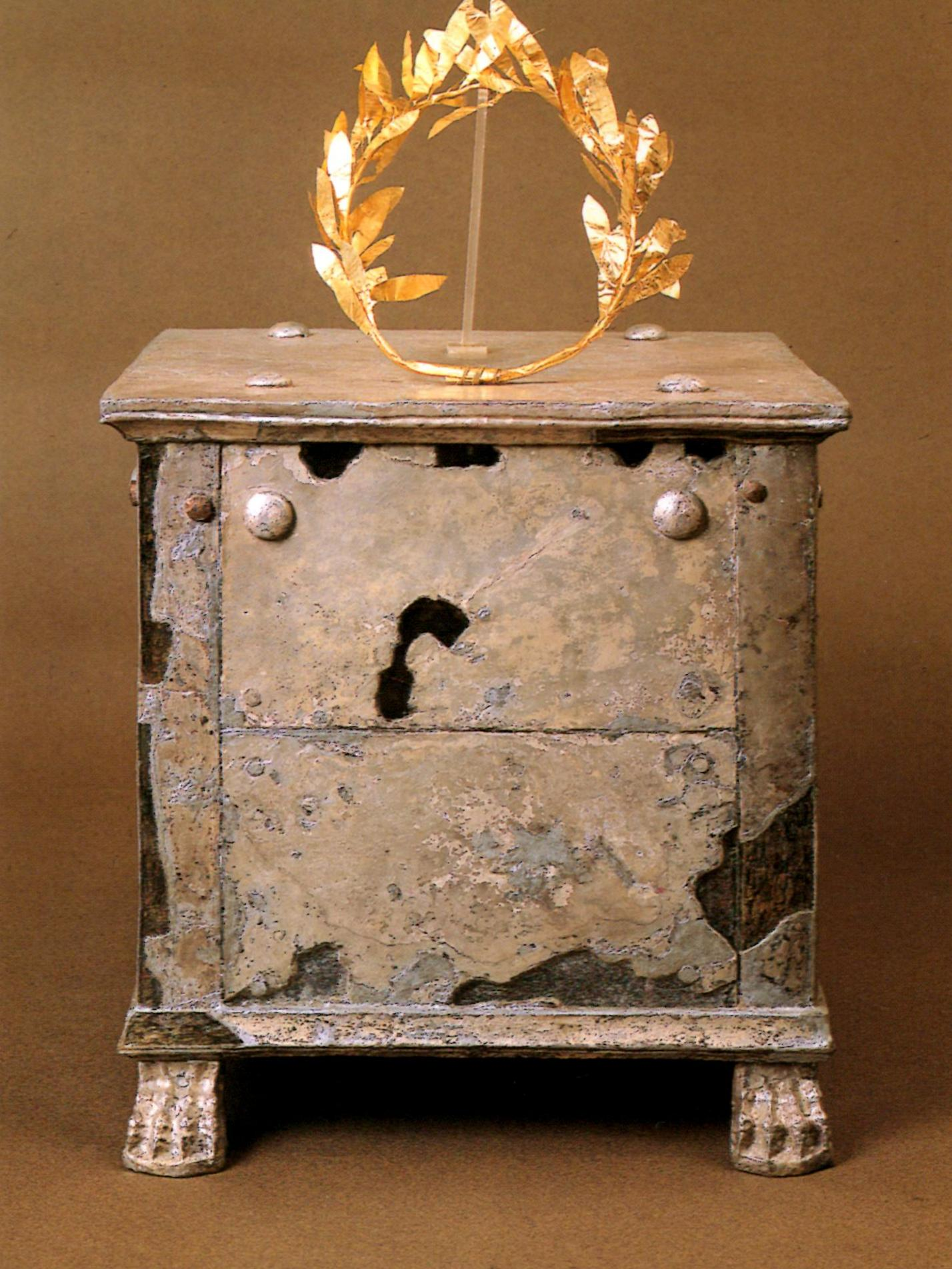
Ossuário e coroa de Brásidas no Museu de Anfípolis, Grécia

Em 422 a.C., na Batalha de Anfípolis, Brásidas colheu uma expressiva vitória sobre os atenienses, que nela perderam seu comandante, Cleon. Porém, ele também foi mortalmente ferido durante o combate. A morte dos dois (ambos refratários a qualquer tipo de acordo com o inimigo) abriu o caminho para a Paz de Nícias, em 421 a.C.
Brásidas recebeu a honra excepcional de ser enterrado no interior das muralhas de Anfípolis e seu túmulo tornou-se o local de um culto anual, em homenagem ao herói.

## Legado

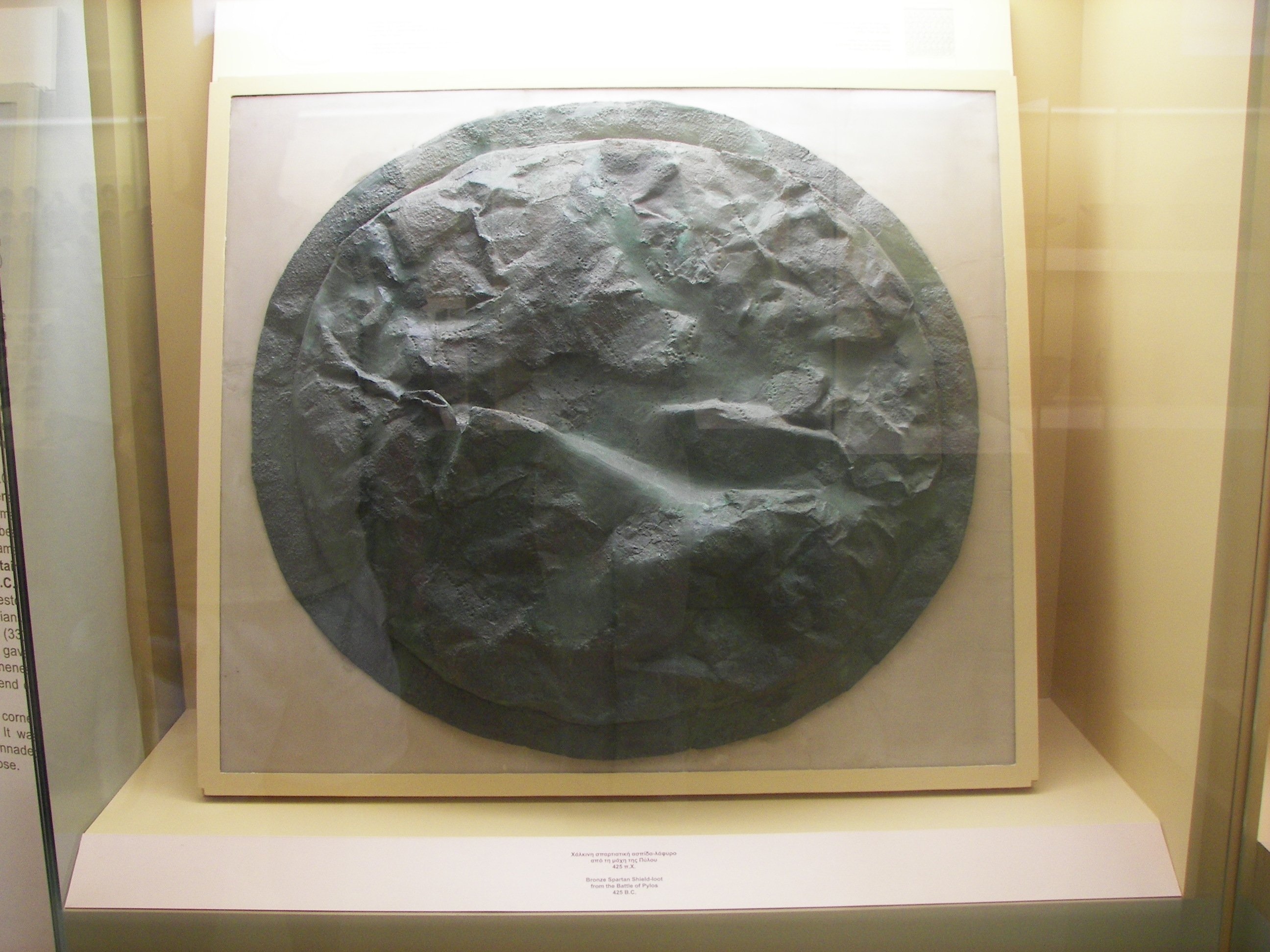
O escudo de Brásidas (Museu de Atenas)

Apesar da importância das façanhas militares de Brásidas, talvez seu legado mais importante seja o dano que ele fez com a reputação militar do historiador Tucídides. Tucídides foi culpado quando a força de alívio que liderou chegou tarde demais para salvar Anfípolis. Esse fracasso destruiu a carreira pública de Tucídides e levou seu exílio a Atenas — dando-lhe muito tempo para escrever sua insuperável história da Guerra do Peloponeso. Se Tucídides estivesse amargo com a destruição de sua carreira feita por Brásidas, sua representação do mesmo em sua história como uma figura carismática, enérgica e inspiradora não mostrava isso. A reputação brilhante de Brásidas também foi usada por Plutarco para demonstrar a dureza histérica das mulheres espartanas. De acordo com Plutarco, quando os mensageiros visitaram a mãe de Brásidas para contar a ela sobre a morte heroica de seu filho, ela informou que "Brásidas era um homem corajoso, mas Esparta tem muitos homens melhores do que ele".